# کریستوف کونراد
کریستوف کونراد (لهستانی: Kristof Konrad؛ زادهٔ ۱۹۶۲) صداپیشه و بازیگر اهل لهستان است. وی دانش‌آموختۀ آکادمی ملی هنرهای نمایشی الکساندر زلوروویچ در ورشو است و بعدها از شاگردان آلساندرو فرسن در استودیوی هنری او در رم شد.
از فیلم‌ها یا برنامه‌های تلویزیونی که وی در آن نقش داشته‌است، می‌توان به روز استقلال، خاطرات چرنوبیل، فرشتگان و شیاطین، دختران گیلمور، آلیاس، رسوایی، همسر نگهبان باغ وحش، هتل کالیفرنیا، باغ‌وحش، آلیاس، هوم‌کامینگ، مهره سوخته، یگان، نیکیتا، خانه پوشالی، مأموران شیلد، اسکورپیون، دختران گیلمور و گنجشک سرخ اشاره کرد.